# Флюгель, Густав (композитор)
Густав Флюгель (нем. Carl Gustav Flügel; 2 июля 1812, Нинбург — 15 августа 1900, Штеттин) — немецкий органист и композитор.

## Биография
Начал учиться музыке в хоре мальчиков в Кётене, затем занимался в Альтенбурге у кантора Тиле, отца известного органиста. В 1827—1830 годах обучался игре на органе у Фридриха Шнайдера в Дессау. В 1828 году было исполнено первое произведение Флюгеля — «Путь к кузнице» для солистов, хора и фортепиано, на слова одноимённой баллады Фридриха Шиллера.
Закончив учёбу, Флюгель в разные годы преподавал в Нинбурге, Бернбурге, Кётене, Магдебурге (сообщения Флюгеля о магдебургской музыкальной жизни в 1836 году дважды опубликовал Роберт Шуман в Новой музыкальной газете). В 1838—1840 годах руководил певческим обществом в городе Шёнебек, затем на протяжении десятилетия работал в Штеттине, преимущественно как частный учитель музыки; к штеттинскому периоду относится множество фортепианных пьес Флюгеля. В 1850—1859 годах преподавал в музыкальной семинарии в Нойвиде, где среди его учеников был, в частности, Карл Армбрустер.
C 1859 года и на протяжении почти 40 лет Флюгель был органистом в церкви Штеттинского замка. К этому периоду относятся преимущественно органные сочинения, в том числе Книга прелюдий (нем. Präludienbuch) Op. 72, а также хоровые и вокальные произведения. Вышел на пенсию в 1898 году.